# Making Love
Pour plus de détails, voir Fiche technique et Distribution.
Making Love, ou Une autre façon d'aimer au Québec, est un film américain réalisé par Arthur Hiller, sorti en 1982.

## Synopsis
Making Love est un film dramatique américain de 1982 réalisé par Arthur Hiller avec Kate Jackson, Harry Hamlin et Michael Ontkean. Le film raconte l’histoire d’un homme marié qui se réconcilie avec son homosexualité et le triangle amoureux entre lui, sa femme et un autre homme.

## Fiche technique
- Titre original : Making Love
- Titre québécois : Une autre façon d'aimer
- Réalisation : Arthur Hiller
- Scénario : Barry Sandler (screenplay), A. Scott Berg (histoire)
- Chef décorateur : James Dowell Vance[1]
- Décorateur de plateau : Rick Simpson
- Costumes : Betsy Cox pour les costumes femmes et Bruce Walkup pour les costumes hommes
- Photographie : David M. Walsh
- Montage : William Reynolds
- Musique : Leonard Rosenman
- Production : 
  - Producteur : Alan J. Adler, Daniel Melnick (en)
  - Producteur associée : Barry Sandler, Dorothy Wilde
- Sociétés de production : IndieProd Company Productions, Twentieth Century-Fox Film Corporation
- Sociétés de distribution :  Twentieth Century Fox Film Corporation
- Budget : 14 000 000 $ US[2]
- Pays d'origine :  États-Unis
- Langue originale : anglais
- Format : couleur – 35 mm – 1,85:1 – Dolby
- Genre : drame
- Durée : 113 minutes
- Dates de sortie : 
  - États-Unis : 5 mars 1982
  - Belgique : 21 octobre 1982 (Gand)
  - France : 7 février 2006 (en DVD)

## Distribution
- Michael Ontkean : Zach
- Kate Jackson : Claire
- Harry Hamlin : Bart
- Wendy Hiller : Winnie
- Arthur Hill : Henry
- Nancy Olson : Christine
- Anne Haney[3] : Lila
- Stanley Kamel : Charlie
- Michael Shannon : Marty
- Michael Dudikoff : Young Man in Bar 2
- John Starr : Young Man in Bar 3
- Carol King : Pam
- David Murphy : Young Man in Bar 1
- Terry Kiser : Harrington
- Dennis Howard : Larry
- Asher Brauner : Ted
- John Calvin : David
- Gwen Arner : Alrene
- John Dukakis (en) : Tim
- Gary Swanson : Ken
- Charles Lucia : Chip
- Doug Johnson : Doug
- Ben Mittleman : Ben
- Mickey Jones : Cowboy Musician

## Distinction
- Golden Globes 1983 : nomination pour le Golden Globe de la meilleure chanson originale pour Roberta Flack